# Nuoto agli XI Giochi del Mediterraneo
Il nuoto ai Giochi del Mediterraneo 1991 ha visto lo svolgimento di 31 gare, 16 maschili e 15 femminili.

## Medagliere
| Posizione | Paese      |    |    |    | Totale |
| --------- | ---------- | -- | -- | -- | ------ |
| 1         | Francia    | 14 | 9  | 3  | 26     |
| 2         | Italia     | 13 | 7  | 8  | 28     |
| 3         | Spagna     | 1  | 12 | 14 | 27     |
| 4         | Grecia     | 1  | 1  | 2  | 4      |
| 5         | Jugoslavia | 1  | 0  | 2  | 3      |
| 6         | Tunisia    | 1  | 0  | 1  | 2      |
| 7         | Turchia    | 0  | 1  | 1  | 2      |
| 8         | Cipro      | 0  | 1  | 0  | 1      |

## Podi

### Uomini
| Evento               | Oro                                                                       | Perform. | Argento                                                             | Perform. | Bronzo                                                             | Perform. |
| Stile libero         |                                                                           |          |                                                                     |          |                                                                    |          |
| 50 m                 | René Gusperti                                                             | 23"57    | Stavros Michalidis                                                  | 23"65    | Giorgio Lamberti                                                   | 23"80    |
| 100 m                | Christophe Kalfayan                                                       | 51”39    | Adolfo Coll                                                         | 51”00    | Denis Westrich                                                     | 52”45    |
| 200 m                | Giorgio Lamberti                                                          | 1'49”34  | Christophe Bordeau                                                  | 1'50”79  | Daniel Serra                                                       | 1'51”95  |
| 400 m                | Christophe Marchand                                                       | 3'59”29  | Daniel Serra                                                        | 3'59”58  | David Royo                                                         | 3'59”67  |
| 1500 m               | Massimiliano Bensi                                                        | 15'43”46 | David Royo                                                          | 15'48”20 | Jean-Yves Faure                                                    | 15'52”37 |
| Dorso                |                                                                           |          |                                                                     |          |                                                                    |          |
| 100 m                | Franck Schott                                                             | 57”22    | Derya Büyükunçu                                                     | 57”76    | Carlos Ventosa                                                     | 58”07    |
| 200 m                | Eric Rebourg                                                              | 2'02”10  | Stefano Battistelli                                                 | 2'02”33  | Emanuele Merisi                                                    | 2'03”27  |
| Rana                 |                                                                           |          |                                                                     |          |                                                                    |          |
| 100 m                | Cédric Pénicaud                                                           | 1'03”82  | Christophe Bourdon                                                  | 1'04”08  | Gianni Minervini                                                   | 1'04”94  |
| 200 m                | Cédric Pénicaud                                                           | 2'15”39  | Christophe Bourdon                                                  | 2'15”49  | Joaquín Fernández                                                  | 2'17”01  |
| Farfalla             |                                                                           |          |                                                                     |          |                                                                    |          |
| 100 m                | Hrvoje Barić                                                              | 54"95    | Franck Esposito                                                     | 55"15    | Leonardo Michelotti                                                | 55"30    |
| 200 m                | Christophe Bordeau                                                        | 2'01”44  | Franck Esposito                                                     | 2'01”49  | Marco Braida                                                       | 2'03”22  |
| Misti                |                                                                           |          |                                                                     |          |                                                                    |          |
| 200 m                | Frédéric Lefèvre                                                          | 2'06”29  | Jorge Pérez                                                         | 2'07”50  | Kharalambos Papanikolaou                                           | 2'07”94  |
| 400 m                | Luca Sacchi                                                               | 4'23”37  | Kharalambos Papanikolaou                                            | 4'28”77  | Javier Rodríguez                                                   | 4'29”33  |
| Staffette            |                                                                           |          |                                                                     |          |                                                                    |          |
| 4x100 m stile libero | Francia Christophe Kalfayan Lionel Poirot Denis Westrich Frédéric Lefèvre | 3'25”62  | Italia René Gusperti Roberto Gleria Emanuele Idini Giorgio Lamberti | 3'26”33  | Spagna Carlos Ventosa José Hernando Adolfo Coll Daniel Serra       | 3'28”08  |
| 4x200 m stile libero | Italia Emanuele Idini Roberto Gleria Stefano Battistelli Giorgio Lamberti | 7'28”71  | Francia                                                             | 7'30”85  | Spagna Danniel Serra Carlos Ventosa Alvarez Adolfo Coll            | 7'38”63  |
| 4x100 m misti        | Francia                                                                   | 3'46”03  | Spagna Carlos ventosa Ramón Camallonga Jaime Fernández Adolfo Coll  | 3'48”03  | Italia Roberto Cassio Andrea Cecchi Marco Braida Antonio Consiglio | 3'53”41  |

### Donne
| Evento               | Oro                                                                 | Perform. | Argento                                                               | Perform. | Bronzo                                                                | Perform. |
| Stile libero         |                                                                     |          |                                                                       |          |                                                                       |          |
| 50 m                 | Sophie Kamoun                                                       | 26”96    | Viviana Susin                                                         | 27”09    | Senda Gharbi                                                          | 27”12    |
| 100 m                | Senda Gharbi                                                        | 58”08    | Sophie Kamoun                                                         | 58”18    | Claudia Franco                                                        | 58"19    |
| 200 m                | Tanya Vannini                                                       | 2'04”51  | Manuela Melchiorri                                                    | 2'05”03  | Antonia Machaira                                                      | 2'05”37  |
| 400 m                | Cristina Sossi                                                      | 4'15”10  | Tanya Vannini                                                         | 4'24”12  | Nesrin Özgün                                                          | 4'25”21  |
| 800 m                | Cristina Sossi                                                      | 8'37”09  | Manuela Melchiorri                                                    | 8'42”42  | Anna María Viñals                                                     | 9'01”84  |
| Dorso                |                                                                     |          |                                                                       |          |                                                                       |          |
| 100 m                | Sabrina Cocchi                                                      | 1'05”16  | Nuria Castelló                                                        | 1'05”61  | Darja Alauf                                                           | 1'05”68  |
| 200 m                | Lorenza Vigarani                                                    | 2'14”81  | María Carmen Marchena                                                 | 2'17”54  | Darja Alauf                                                           | 2'18”34  |
| Rana                 |                                                                     |          |                                                                       |          |                                                                       |          |
| 100 m                | Manuela Dalla Valle                                                 | 1'12”88  | Rocío Ruiz                                                            | 1'13”55  | Lourdes Becerra                                                       | 1'14”21  |
| 200 m                | Manuela Dalla Valle                                                 | 2'33”12  | Audrey Guérit                                                         | 2'35”19  | Lourdes Becerra                                                       | 2'36”67  |
| Farfalla             |                                                                     |          |                                                                       |          |                                                                       |          |
| 100 m                | Cécile Jeanson                                                      | 1'02”53  | Bárbara Franco                                                        | 1'03”42  | María Luisa Fernández                                                 | 1'04”10  |
| 200 m                | Elli Roussaki                                                       | 2'15”63  | Ilaria Tocchini                                                       | 2'15”93  | Bárbara Franco                                                        | 2'16”71  |
| Misti                |                                                                     |          |                                                                       |          |                                                                       |          |
| 200 m                | Céline Bonnet                                                       | 2'19”35  | Silvia Parera                                                         | 2'21”15  | Elisenda Pérez                                                        | 2'21”49  |
| 400 m                | Elisenda Pérez                                                      | 4'52”59  | Céline Bonnet                                                         | 4'55”40  | Francesca Ferrarini                                                   | 4'55”48  |
| Staffette            |                                                                     |          |                                                                       |          |                                                                       |          |
| 4x100 m stile libero | Francia Thérèse Giuttet Mylène Martin Julia Reggiani Sophie Kamoun  | 3'52”56  | Spagna Claudia Franco Esther martinez Amaya garbayo Natalia Pulido    | 3'54”85  | Italia Viviana Susin Sabrina Cocchi Tanya Vannini Manuela Dalla Valle | 3'58”05  |
| 4x100 m misti        | Italia Lorenza Vigarani Elena Donati Ilaria Tocchini Nadia Pautasso | 4'18”81  | Spagna Nuria Castelló Rocio Riuz Maria Luisa Fernández Claudia Franco | 4'20”49  | Francia                                                               | 4'23”05  |